# (52768) 1998 OR2
(52768) 1998 OR2 – planetoida o ekscentrycznej orbicie klasyfikowana jako NEO oraz PHO, należąca do grupy planetoid Amora, okrążająca Słońce w ciągu 3,68 lat w średniej odległości 2,38 j.a. Została odkryta 24 lipca 1998 roku przez astronomów pracujących przy programie NEAT w Obserwatorium Haleakalā na Hawajach.

## Przeloty obok Ziemi
29 kwietnia 2020 roku planetoida przeleciała w odległości 6,29 mln km od Ziemi (16,36 LD), osiągając wtedy jasność widomą ok. 10,9m (najwyższą jasność 10,79m osiągnęła 2 maja 2020).
W najbliższym stuleciu przeleci obok Ziemi jeszcze kilkukrotnie, jednak w znacznie większej odległości. Kolejny bliski przelot będzie miał miejsce dopiero 16 kwietnia 2079 roku, kiedy to planetoida zbliży się na odległość ok. 1,77 mln km.